# Obzor
Obzor (en búlgaro: Обзор) es una ciudad de Bulgaria en la provincia de Burgas.

## Geografía
Se encuentra a una altitud de 29 m s. n. m. a 466 km de la capital nacional, Sofía.

## Demografía
Según estimación 2012 contaba con una población de 1 749 habitantes.
|         | 2004  | 2005  | 2006  | 2007  | 2008  | 2009  | 2010  |
| Mujeres | 1 008 | 1 026 | 1 018 | 1 011 | 1 017 | 1 132 | 1 126 |
| Varones | 1 015 | 1 028 | 1 034 | 1 055 | 1 064 | 1 242 | 1 225 |
| Total   | 2 023 | 2 054 | 2 052 | 2 066 | 2 081 | 2 374 | 2351  |